# Быстрый метод мультиполей
Быстрый мультипольный метод (БММ) — это численный метод, разработанный для ускорения расчета дальнодействующих сил в гравитационной задачи n-тел. Ускорение достигается за счёт представления функции Грина в виде мультипольного разложения, которое позволяет группировать источники сил, расположенные близко друг к другу, и обрабатывать их, как если бы они были одним источником силы.
БММ также применяется для ускорения итерационного решения в методе граничного элемента применительно к вычислительным задачам электромагнетизма. БММ был впервые представлен Лесли Грингардом и Владимиром Рохлиным и основывался на мультипольном разложении векторного уравнения Гельмгольца. Посредством обработки взаимодействий между удаленными базовыми функциями с использованием БММ соответствующие элементы матрицы не нужно хранить, что приводит к значительному сокращению требуемой памяти. Если применять БММ иерархически, это может улучшить сложность алгоритма в итеративном подходе от {\displaystyle {\mathcal {O}}(N^{2})} до {\displaystyle {\mathcal {O}}(N)}, то есть, при заданной погрешности {\displaystyle \varepsilon }, произведение матрицы на вектор гарантированно находится в пределах погрешности {\displaystyle \varepsilon .} Если рассчитать зависимость сложности от допуска {\displaystyle \varepsilon }, то получится {\displaystyle {\mathcal {O}}(\log(1/\varepsilon ))}, что делает итоговую сложность алгоритма {\displaystyle {\mathcal {O}}(\log(1/\varepsilon )N)}. Это расширяет область применения БММ до большего количества задач.
БММ считается одним из десяти лучших алгоритмов 20-го века. Данный метод уменьшает сложность умножения матрицы на вектор с использованием определенного типа плотной матрицы, которая возникает во многих физических системах.